# Francisco Salgado de Somoza
Francisco Salgado de Somoza (1590 – 1664) è stato un teologo e giurista spagnolo.

Labyrintus creditorum, 1686 (Milano, Fondazione Mansutti).

Fu abate di Alcalà a Granada e in seguito giudice ecclesiastico del regno di Napoli ed è ritenuto uno dei maggiori giuristi spagnoli del XVII secolo. Il suo Labyrintus creditorum (1686) è l'opera principale, dedicata al diritto processuale. Il libro, pubblicato successivamente ad Anversa, Francoforte, Lione e Venezia, è diviso in quattro parti, di cui l'ultima aggiunta a posteriori, in cui raccoglie circa duecento decisioni della Rota Romana del periodo tra il 1640 e il 1660.